# Хазаль
ХаЗаЛь («мудреці Талмуду», івр. חז"ל — скор. від חכמינו זכרם לברכה, букв. наші мудреці, благословенна їхня пам'ять) — узвичаєна назва для духовних і галахічних лідерів єврейського народу з середини періоду Другого Храму (з початку періоду «зуґот» у III ст. до н. е.) і до завершення Вавилонського Талмуду наприкінці VI ст. Заклали основи для всієї Усної Тори.

## Періодизація
Прийнято класифікувати мудреців Талмуду за періодами:
- Період пар: перші тут Симон Праведний та його учень Антигон Сохейський, далі йдують п'ять пар мудреців періоду Другого Храму, в кожній парі один служив головою Синедріону, а другий очолював суд.
- Таннаї: мудреці Мішни, що жили в Землі Ізраїля до 220 року н. е. Їхня спадщина, окрім власне Мішни, збереглась у галахічних трактатах. Найвидатнішим з них уважають Раббі Аківу, Шимона Бар Йохая і Єгуду га-Насі.
- Амораї: мудреці Талмуду, діяльність яких випадає на період з моменту завершення Мішни і до завершення Талмуду (з 220 по 500 рік). Амораї творили у двох центрах: у Землі Ізраїля та у Вавилоні. Крім Вавилонського та Єрусалимського талмудів, їхні праці збереглися в трактатах Аггади.
- Савораї: мудреці єшив Вавилону з кінця періоду амораїв (кінець V століття) і до початку періоду ґаонів (кінець VI або середина VII ст.). Савораї редагували Талмуд і поширювали його знання серед народу.

## Повноваження
До закінчення періоду амораїв у часи Синедріону мудреці мали повноваження ухвалювати галахічні постанови, що були відсутні в Торі і не вважалися отриманими на горі Синай, з будь-якого питання, щодо якого відчували потребу. Серед постанов, що вони ухвалили, є такі: читання сувою Естер під час Пуриму, заборона на переміщення певних предметів у суботу, обов'язкове умивання рук перед споживанням хліба, обов'язкова молитва три рази на день і таке інше.Шаблон:История иудаизма